# Kunadacs
Kunadacs ist eine ungarische Gemeinde im Kreis Kunszentmiklós im Komitat Bács-Kiskun.

## Geografische Lage
Kunadacs liegt 31 Kilometer nordwestlich des Komitatssitzes Kecskemét und 15 Kilometer südöstlich der Kreisstadt Kunszentmiklós am Rande des Kiskunság-Nationalparks. Nachbargemeinden sind Kunbaracs, Kerekegyháza und Szabadszállás.

## Geschichte
Die Gemeinde entstand 1949 durch die Teilung der Großgemeinde Peszéradacs in die Ortschaften Kunadacs und Kunpeszér.

## Gemeindepartnerschaften
- Apc, Ungarn
- Sâncraiu (Cluj), Rumänien

## Sehenswürdigkeiten
- Brunnen (Sásvédő szentkút) in Form einer Keramikskulptur, die ein Schilfbündel darstellt
- Holzskulptur Kunbaba, erschaffen von József Kecskeméti
- Erholungspark mit Angelzentrum, drei Kilometer südöstlich gelegen
- Heimatmuseum (Tájház)
- Kiskunság-Nationalpark
- Naturlehrpfad (Kosbor tanösvény)
- Römisch-katholische Kirche Szent István király
- Skulptur Lovak násza
- Trianon-Denkmal, erschaffen von József Kecskeméti

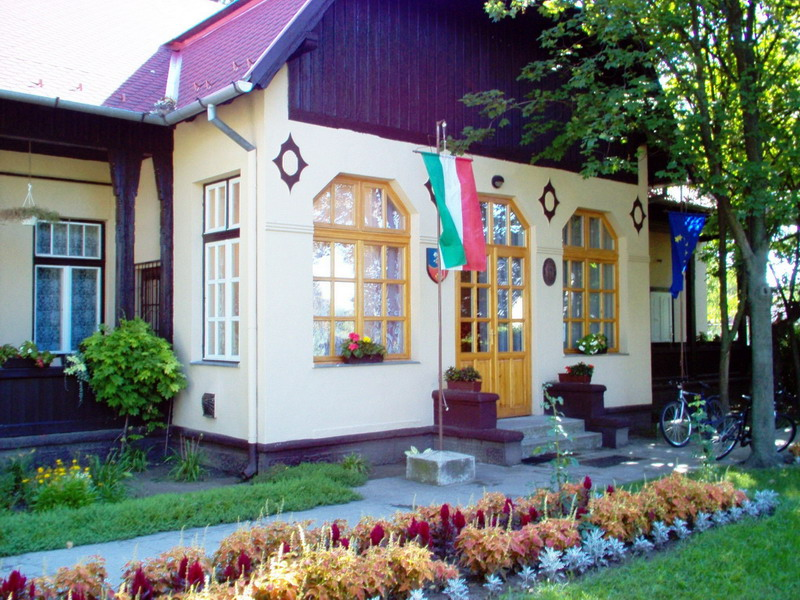
Bürgermeisteramt (ehemals das Landhaus der Familie Fekete)
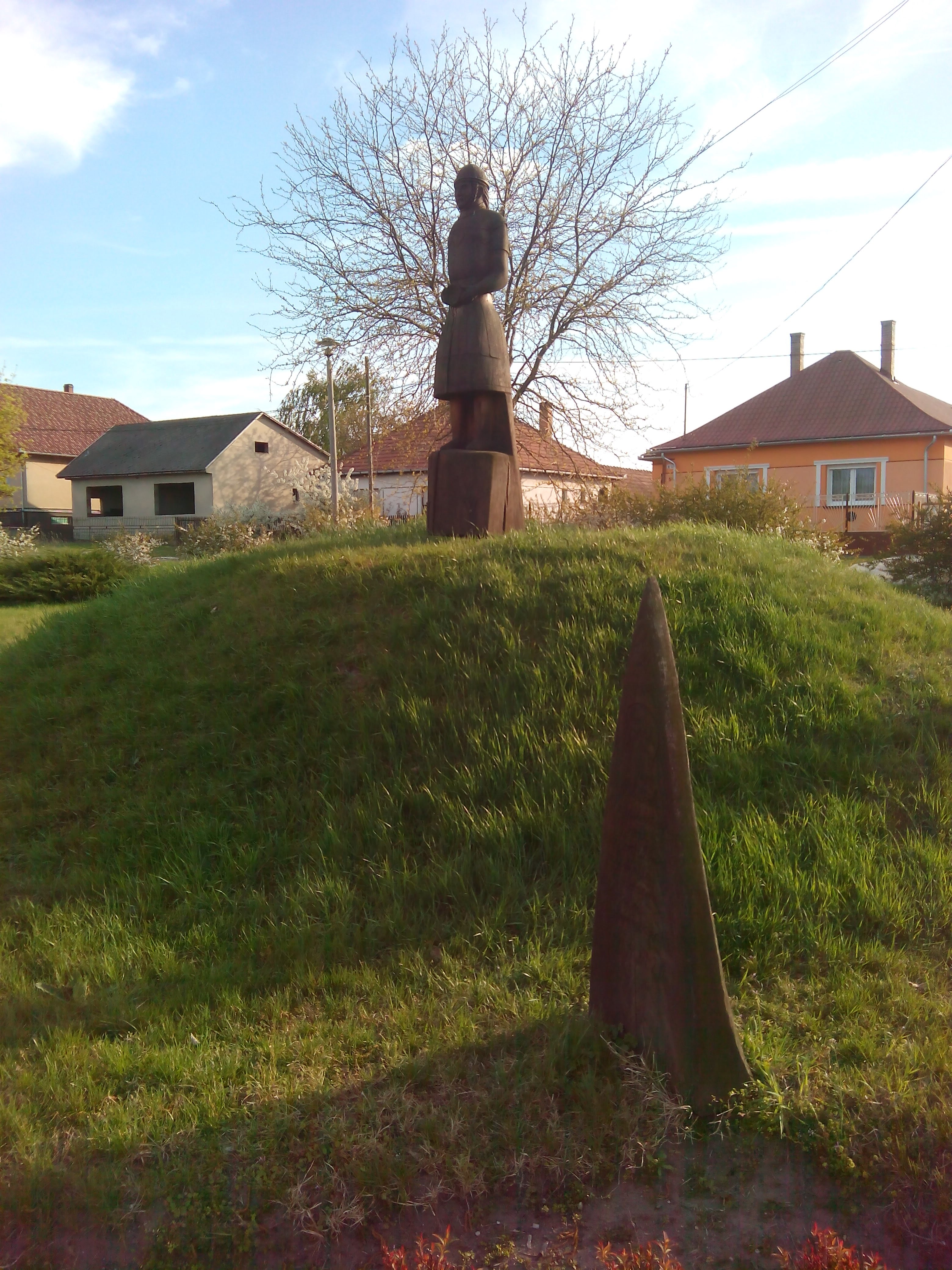
Skulptur Kunbaba
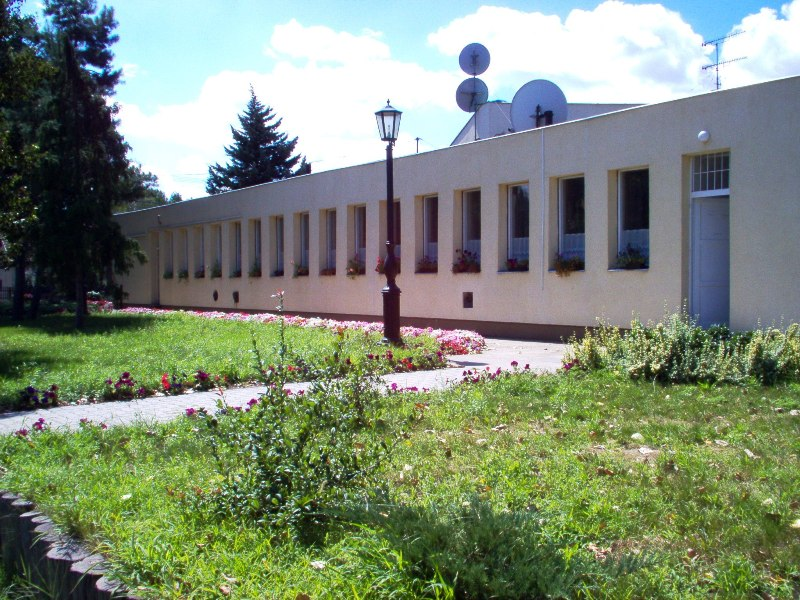
Bücherei
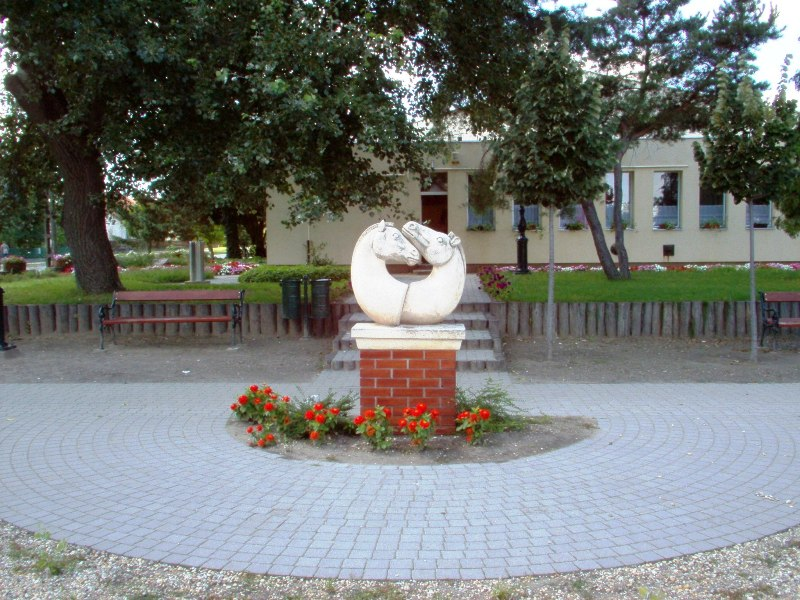
Skulptur Lovak násza

## Verkehr
Durch Kunadacs verläuft die Landstraße Nr. 5211. Es bestehen Busverbindungen nach Kunszentmiklós sowie über Kerekegyháza nach Kecskemét. Der nächstgelegene Bahnhof befindet sich in Kunszentmiklós-Tass.